# Sứa bất tử
Turritopsis nutricula (hay còn được biết đến là Sứa bất tử) là một loại thủy tức giống sứa thuộc ngành Cnidaria có khả năng quay ngược vòng đời của chúng từ thời kỳ trưởng thành trở lại thời kỳ sinh vật đơn bào và từ đó lại tiếp tục phát triển. Đây là trường hợp duy nhất từng được phát hiện ra về một loại sinh vật đa bào có khả năng quay ngược vòng đời khi giao phối sau khi đã trưởng thành về mặt tình dục. Điều này được thực hiện thông qua một quá trình phát triển tế bào, mà được gọi là "sự chuyển dịch tế bào", theo đó một dạng tế bào này có thể chuyển đổi thành dạng tế bào khác. Trong quá trình này giống sứa của loài sứa bất tử sẽ được chuyển hóa thành các Polip trong nhóm Polip mới. Về mặt lý thuyết, quá trình này diễn ra vô hạn, và dẫn đến việc loại sứa này bất tử, mặc dù, trên thực tế, các loài Turritopsis cũng như các loài khác trong họ sứa sẽ phải đối mặt với nhiều vấn đề, như phải chống chọi với việc bị săn bắt hay mắc bệnh trong giai đoạn là sinh vật phù du, điều này sẽ khiến nó mất khả năng chuyển hóa các Polip. Tuy nhiên, chưa một mẫu vật nào về loại này được thí nghiệm, vì vậy vẫn chưa thể xác định được tuổi trung bình của chúng, và cả khi loài này có khả năng bất tử, thì vẫn chưa có bằng chứng nào chứng minh điều này.

## Mô tả
Giống sứa Turritopsis nutricula có hình dạng giống như một cái chuông, với đường kính tối đa khoảng 4,5 milimét (0,18 in) và chiều dài lớn hơn chiều rộng. Bức màng của loài sứa này khá mỏng, ngoài trừ một ít phần dày ở trên đỉnh. Dạ dày của chúng tương đối lớn, có màu đỏ tươi và có hình chữ thập trong phần chéo. Một cá thể non có đường kính 1 mm và chỉ có 8 xúc tu mọc đều nhau dọc theo mép, trong khi các cá thể trưởng thành có 80-90 xúc tu.
Các hình ảnh về loài Turritopsis nutricula và một loại khá liên quan là Turritopsis rubra được phát hiện tại New Zealand có thể tìm thấy trên mạng Internet. Trong một cuộc nghiên cứu về tính di truyền gần đây, người ta đã cho rằng Turritopsis rubra và Turritopsis nutricula đều như nhau. Nhưng điều chưa rõ ràng là T. rubra cũng có khả năng chuyển dịch trở lại thành Polip.

## Phân bố
Nguồn gốc của Turritopsis nutricula được cho là xuất phát từ vùng Biển Caribe, nhưng nay chúng đã lan rộng ra khắp các đại dương trên thế giới, và đã được xếp vào quần thể động vật đặc biệt có thể dễ dàng phân biệt được qua hình thái. Turritopsis có thể được tìm thấy trong các vùng ôn đới tới các vùng nhiệt đới tại tất cả các đại dương trên thế giới. Viêc Turritopsis đang lan rộng ra khắp thế giới được ví như tàu bè đang xả nước thải tại cảng. Điều này khiến các nhà sinh vật học lo ngại chúng có thể thống trị toàn bộ đại dương với khả năng tồn tại miễn là chúng không bị ăn thịt hay vượt qua bệnh tật. Tuy nhiên, vì là bất tử, nên dù có bị ảnh hưởng bên ngoài tác động đến bao nhiêu, thì số lượng của chúng cũng sẽ tăng lên nhanh chóng. "Chúng tôi đang chờ đợi một cuộc xâm lược thầm lặng!", tiến sĩ Maria Pia Miglietta, Viện nghiên cứu nhiệt đới Smithsonian.

## Vòng đời
Những quả trứng phát triển trong tuyến sinh dục của sứa cái, nằm bên trong lớp màng manubrium (dạ dày). Trứng sau khi phát triển có lẽ được sinh ra và thụ tinh bởi tinh trùng được sản xuất bởi sứa đực ngay trong biển. Mặc dù vậy, nhưng loài liên quan Turritopsis rubra lại giữ lại trứng đã được thụ tinh trong cơ thể sứa cái cho đến giai đoạn chúng phát triển thành ấu trùng planula. Trứng đã được thụ tinh phát triển thành các ấu trùng planula, và chúng thường được sinh ra tại đáy biển hay thậm chí tại các cộng đồng vật biển phong phú sống trên những bến cảng nổi, và sau đó phát triển thành các nhóm Polip (hydroid). Các nhóm này sẽ dần dần phát triển thành sứa con, với kích thước chỉ có khoảng 1 mm, và sau đó phát triển bằng cách săn bắt các sinh vật phù du khác. Chúng bắt đầu giao phối sau một vài tuần (thời gian chính xác phụ thuộc vào nhiệt độ nước biển; 20 °C (68 °F) thì mất khoảng 25 tới 30 ngày, nêu nhiệt độ ở khoảng 22 °C (72 °F) thì chúng chỉ mất 18 đến 22 ngày).

## Khả năng bất tử
Hầu hết các loài sứa đều có tuổi thọ tương đối cố định, thay đổi theo loài từ vài giờ đến nhiều tháng (sứa trưởng thành tồn tại lâu dài và đẻ trứng mỗi ngày hay đêm, thời gian cũng khá cố định theo từng loài cụ thể). Loài sứa Turritopsis nutricula là loài duy nhất được biết đến với khả năng bằng cách tự mình biến đổi hàng loạt các mô tế bào (trong giai đoạn trưởng thành) cho đến hệ tuần hoàn trở lại trạng thái Polip. Bởi quá trình chuyển đổi cụ thể đòi hỏi phải có sự hiện diện của một số loại tế bào. Các thí nghiệm đã tiết lộ rằng trong các giai đoạn của sứa, đặc biệt là với cá thể đã hoàn toàn trưởng thành, có thể chuyển dịch trở lại vào trong các nhóm Polip. Điều có thể nhận biết dễ dàng là việc các xúc tu cũ sẽ bị suy thoái và phát triển các chồi mới và cuối cùng là bồi dưỡng cho Polip. Polip nhận nhiệm vụ phát triển các chồi mới và từ đó phát triển thêm các nhánh mới và dần dần chúng sẽ phát triển thành các nhóm Hydroid. Khả năng đảo ngược vòng đời này là độc nhất vô nhị trong thế giới động vật, và cho phép loài sứa này thoát khỏi cái chết, khiến Turritopsis nutricula có khả năng bất tử. Các nghiên cứu trong phòng thí nghiệm cho thấy 100% các mẫu vật trưởng thành có thể chuyển hóa trở lại thành Polip, nhưng cho đến nay quá trình này đã không được quan sát thấy trong tự nhiên. Thậm chí cả sau này, việc chuyển đổi chỉ có thể diễn ra dưới điều kiện khắc nghiệt. Mặc dù vậy, hầu hết các loại sứa Turritopsis đều có khả năng trở thành nạn nhân về các nguy hiểm chung của cuộc sống tự nhiên như sinh vật phù du, bao gồm cả bị động vật khác ăn thịt, hoặc bị mắc bệnh.